# Associazione Calcio Chievo 1980-1981
Questa voce raccoglie le informazioni riguardanti l'Associazione Calcio Chievo nelle competizioni ufficiali della stagione 1980-1981.

## Stagione
Nella stagione 1980-1981 il Chievo disputò il suo settimo campionato di Serie D.

## Rosa
| N. |                   | Ruolo | Calciatore  |
| -- | ----------------- | ----- | ----------- |
|    | Italia (bandiera) |       | Barlottini  |
|    | Italia (bandiera) | A     | Bertagna    |
|    | Italia (bandiera) |       | Bonfaini    |
|    | Italia (bandiera) |       | Borchia     |
|    | Italia (bandiera) |       | Campi       |
|    | Italia (bandiera) | P     | Castellini  |
|    | Italia (bandiera) | D     | Cazzanelli  |
|    | Italia (bandiera) |       | Concato     |
|    | Italia (bandiera) |       | Fasoli      |
|    | Italia (bandiera) | C     | Paolo Galli |
|    | Italia (bandiera) |       | Giardini    |
|    | Italia (bandiera) |       | Girelli     |
|    | Italia (bandiera) |       | Marchiori   |

| N. |                   | Ruolo | Calciatore     |
| -- | ----------------- | ----- | -------------- |
|    | Italia (bandiera) |       | Melchiori      |
|    | Italia (bandiera) |       | Menini         |
|    | Italia (bandiera) | A     | Fausto Nosè    |
|    | Italia (bandiera) |       | Gigi Perlina   |
|    | Italia (bandiera) |       | Pizzini        |
|    | Italia (bandiera) |       | Saoncella      |
|    | Italia (bandiera) |       | Tardiani       |
|    | Italia (bandiera) |       | Tomelleri G.L. |
|    | Italia (bandiera) |       | Tomelleri R.   |
|    | Italia (bandiera) | A     | Alberto Vanoni |
|    | Italia (bandiera) |       | Zanotti        |
|    | Italia (bandiera) |       | Ziviani        |
|    | Italia (bandiera) |       | Zonin          |

## Risultati

### Campionato

#### Girone di andata
| 1980 1ª giornata | Chievo | 1 – 0 | Vigor Senigallia |  |

| 1980 2ª giornata | Fidenza | 0 – 1 | Chievo |  |

| 1980 3ª giornata | Chievo | 0 – 0 | Imola |  |

| 1980 4ª giornata | Mirandolese | 1 – 0 | Chievo |  |

| 1980 5ª giornata | Chievo | 3 – 1 | Riccione |  |

| 1980 6ª giornata | Forlimpopoli | 1 – 0 | Chievo |  |

| 1980 7ª giornata | Chievo | 2 – 2 | Centese |  |

| 1980 8ª giornata | Viadanese | 1 – 1 | Chievo |  |

| 1980 9ª giornata | Sommacampagna | 0 – 0 | Chievo |  |

| 1980 10ª giornata | Chievo | 3 – 1 | Russi |  |

| 1980 11ª giornata | Junior Goitese | 1 – 0 | Chievo |  |

| 1980 12ª giornata | Chievo | 2 – 1 | Carpi |  |

| 1980 13ª giornata | Fermana | 1 – 0 | Chievo |  |

| 1980 14ª giornata | Chievo | 0 – 0 | Falconarese |  |

| 1980 15ª giornata | Chievo | 1 – 1 | Abano Terme |  |

| 1980 16ª giornata | Elpidiense | 2 – 1 | Chievo |  |

| 1980 17ª giornata | Chievo | 0 – 1 | Jesi |  |

#### Girone di ritorno
| 1980 18ª giornata | Vigor Senigallia | 3 – 1 | Chievo |  |

| 1980 19ª giornata | Chievo | 2 – 1 | Fidenza |  |

| 1980 20ª giornata | Imola | 2 – 0 | Chievo |  |

| 1980 21ª giornata | Chievo | 1 – 1 | Mirandolese |  |

| 1980 22ª giornata | Riccione | 0 – 0 | Chievo |  |

| 1980 23ª giornata | Chievo | 4 – 2 | Forlimpopoli |  |

| 1980 24ª giornata | Centese | 2 – 1 | Chievo |  |

| 1980 25ª giornata | Chievo | 1 – 3 | Viadanese |  |

| 1980 26ª giornata | Chievo | 0 – 4 | Sommacampagna |  |

| 1980 27ª giornata | Russi | 1 – 1 | Chievo |  |

| 1980 28ª giornata | Chievo | 0 – 0 | Junior Goitese |  |

| 1980 29ª giornata | Carpi | 0 – 2 | Chievo |  |

| 1980 30ª giornata | Chievo | 1 – 0 | Fermana |  |

| 1980 31ª giornata | Falconarese | 1 – 0 | Chievo |  |

| 1980 32ª giornata | Abano Terme | 0 – 0 | Chievo |  |

| 1980 33ª giornata | Chievo | 3 – 0 | Elpidiense |  |

| 1980 34ª giornata | Jesi | 2 – 1 | Chievo |  |